# 马丁·鲁尼
马丁·鲁尼（英語：Martyn Rooney，1987年4月3日—），英国男子田径运动员。他曾代表英国参加2008年、2012年和2016年夏季奥林匹克运动会田径比赛，其中2008年奥运会获得一枚铜牌。